# Ulema
Ulema es la comunidad de estudiosos del islam y la sharía. El término significa literalmente "los que tienen conocimiento" o "los que saben" (del árabe 'ilm, conocimiento o aprendizaje), y se usa generalmente para referirse a la clase académica docta de las sociedades musulmanas, cuya principal ocupación es el estudio de los textos que componen la tradición islámica (ciencias religiosas como el Corán, el hadiz, el comentario coránico, la jurisprudencia y la teología, pero también ciencias aplicadas como la medicina, la biología, la astronomía y las matemáticas). Aunque la palabra ulema es singular en castellano, en árabe es plural (ʿulamā'), siendo su singular ʿalīm, que significa "erudito".  
Un ʿalīm es producto de una institución religiosa de educación superior (madrasa), donde es educado para ser un funcionario religioso, por ejemplo un juez (qadhi) que toma decisiones legales de acuerdo con la sharia, un predicador (jatib) que lee el sermón de los viernes, un jurista (faqih) o abogado canónico (muftí), que da una opinión formal (fetua) sobre la legalidad de un caso. Así pues, los miembros de la clase ulema han sido también llamados a actuar como consejeros de gobernantes o como qadis (jueces) implementando la ley (sharia) dentro de las sociedades musulmanas. La autoridad de la clase ulema a la hora de definir la doctrina y práctica correctas dentro del islam ha sido inmensa en la historia musulmana.
Su organización y poderes pueden cambiar según la comunidad musulmana a la que pertenezcan. Descritos a menudo como el "clero" musulmán, los ulama no tienen una organización rígida. No requiere ordenación o jerarquía de autoridad, aunque en el imperio otomano el Shayj al-islam era el gran muftí de Estambul y designaba a todos los muftíes en las grandes ciudades. Tras la independencia, se establecieron muftíes en jefe en ciudades grandes, pero la decisión de un muftí no es necesariamente vinculante para los demás. Solo en el imamismo chií ha habido un desarrollo hacia una iglesia centralizada, con la victoria de la rama Usulí de jurisprudencia.
La autoridad de los ulema en asuntos de doctrina y ley ha sido definitiva. Los ulemas mismos, sin embargo, han tenido divisiones con respecto a muchos temas y por tanto no deberían ser vistos como un grupo unificado con propósitos e intenciones comunes. Un ejemplo de esta división puede verse en la famosa inquisición Mihna que empezó en el año 829 d. C., cuando un grupo de escolares, los Mu'tazili persuadieron al califa abasí de perseguir (y declarar como herejes) a los eruditos que no adhirieran a la doctrina del "Corán creado."
Los ulemas son sobre todo poderosos en el chiismo, donde su papel está institucionalizado, pero están subordinados a los herederos de Alí, y la jerarquía de los mulás. En la mayoría de países son meras figuras del poder aportado numerosos sabios como Averroes, Al-Juarismi, Ibn Jaldún y los sabios del hadiz que posteriormente los jurisconsultos, los químicos, los historiadores y los físicos, seguidos por los médicos, los matemáticos y los poetas; todos fueron estructurando su conocimiento con base en las reglas metodológicas impuestas por los eruditos del hadiz.
El debate acerca del papel de los ulema en la vida de la comunidad musulmana se hecho más álgido en el periodo moderno. En el chiismo imamí (duodecimano), el ayatolá Ruhollah Jomeiní argumentó que los ulema deberían gobernar a la comunidad musulmana hasta el regreso del Imán Oculto, una teoría que puso en práctica tras la revolución islámica de Irán en 1979.
En el mundo musulmán suní moderno, por otra parte, se pueden reconocer varias tendencias. Muchos gobiernos musulmanes suníes han usado a miembros de la ulema para hacer ver a su gobierno como religioso, en una manera reminiscente al periodo medieval. Sin embargo, en los movimientos revivalistas se aprecia una reacción en contra de los ulema, quienes con frecuencia son vistos como oscurantistas y pedantes, más preocupados por asuntos de tecnicalidades religiosas que por los asuntos más importantes de preservar la identidad musulmana a la luz del imperialismo no-musulmán. Los comentarios popularistas sobre el Corán de, por ejemplo, Sayyid Qutb o de Abul Ala Maududi, representan un rechazo a los ulemas y una exhortación a "la gente" a acercarse a los textos divinos sin la carga de la tradición académica del aprendizaje.
En otros países musulmanes (p. ej., Arabia Saudita y Marruecos), sin embargo, se aprecia la reemergencia de los ulema como agentes políticos activos, trabajando por el cambio. En el pasado reciente, los ulema sauditas han desafiado la concentración del poder en la persona del rey y su familia real. En Marruecos, escolares legales como Muhammad Allal al-Fasi han estado frente a la modernización de la ley islámica, y junto con otros ha sido responsable de un movimiento intelectual en el que la sharia se considera más sensible a las necesidades de una sociedad cambiante bajo la influencia de los cambios científicos y tecnológicos.